# Rozkoš bez rizika
Rozkoš bez rizika (ve zkratce R-R) je občanské sdružení, které se snaží snížit riziko šíření HIV ve společnosti. Spolek vznikl v dubnu roku 1992 v Brně, kde ho založila doktorka filozofie Hana Malinová. Provádí bezplatné vyšetření na přenosné nemoci jako jsou HIV infekce, kapavka či syfilis. Současně jeho pracovnice mohou  konzultovat otázky ze sociální oblasti a klienti se jim mohou svěřit s aktuální životní situací a problémy. Služby Rozkoše bez rizika jsou zdarma, přístupné všem zájemcům. Pro snazší osobní styk otevřel spolek v roce 1995 v centru Prahy kontaktní centrum. Postupně se jejich síť rozšiřuje, takže k roku 2011 měl tři pobočky a celkem devět mobilních týmů působících ve dvanácti krajích České republiky.
Uskupení dále podporuje veřejné akce zaměřené na podporu znevýhodněných žen. Takto například 17. prosince 2016 uspořádal v centru Prahy pochod upozorňující na násilí v sexbyznysu. Účastníci pochodu se od ostatních občanů odlišovali otevřeným deštníkem červené barvy. Dále Rozkoš bez rizika pořádá vzdělávací konference a workshopy nebo vydává odborné publikace.
Roku 1994 založila Hana Malinová divadelní spolek Rozkoš, ve které vystupují i klientky spolku Rozkoš bez rizika. Malinová je rovněž autorkou všech her, jež má divadlo na svém repertoáru.